# RK 62
RK 62 (від фінського rynnäkkökivääri 62 , «штурмова гвинтівка 62»), офіційно 7.62 RK 62 і комерційно M62, — це штурмова гвинтівка виробництва Valmet і Sako. Це стандартна піхотна зброя фінських сил оборони.
РК 62 був розроблений в 1962 році і базується на польській ліцензійній версії радянського АК-47. У RK 62 використовується той самий патрон 7,62 × 39 мм, що і в AK-47. Між 1965 і 1994 роками 350 000 гвинтівок M62 було вироблено спільно Valmet і Sako. Він є основою IMI Галіл, ізраїльської штурмової гвинтівки, яка має багато подібностей. RK 62 має тризубий пламегасник і паз для спеціально розробленого багнета ножа, який можна використовувати окремо як бойовий ніж.
RK 95 TP є більш сучасною, вдосконаленою версією RK 62. Однією з найбільш відмітних особливостей гвинтівок Valmet, включаючи M62 і всі наступні варіації, є відкритий триконтактний пламегасник з багнетним виступом на нижній стороні. На додаток до придушення спалаху, кінець може швидко розрізати колючий дріт, натиснувши дуло на нитку дроту та вистріливши пострілом.

## Історія
Розробка фінської штурмової гвинтівки під радянський проміжний патрон 7,62×39 мм почалася в 1950-х роках. Були розглянуті різні іноземні моделі, найголовнішим був радянський АК-47. Перша версія називалася RK 60.
RK 62 був виготовлений в 1960 році на заводі Valmet в Турулі і був внутрішньою майже копією AK-47. Він мав металевий приклад, пластикову цівку та пістолетну рукоятку, але не мав спускової скоби (сподівалися, що це полегшить стрільбу з цієї зброї холодною фінською зимою, коли солдати носили теплі рукавиці). Найперші прототипи, схожі на польські АК, мали тоновані березові приклади. Після військових випробувань RK 60 був дещо модифікований (була відновлена спускова скоба) і прийнятий на озброєння як 7,62 RK 62.

## Дизайн

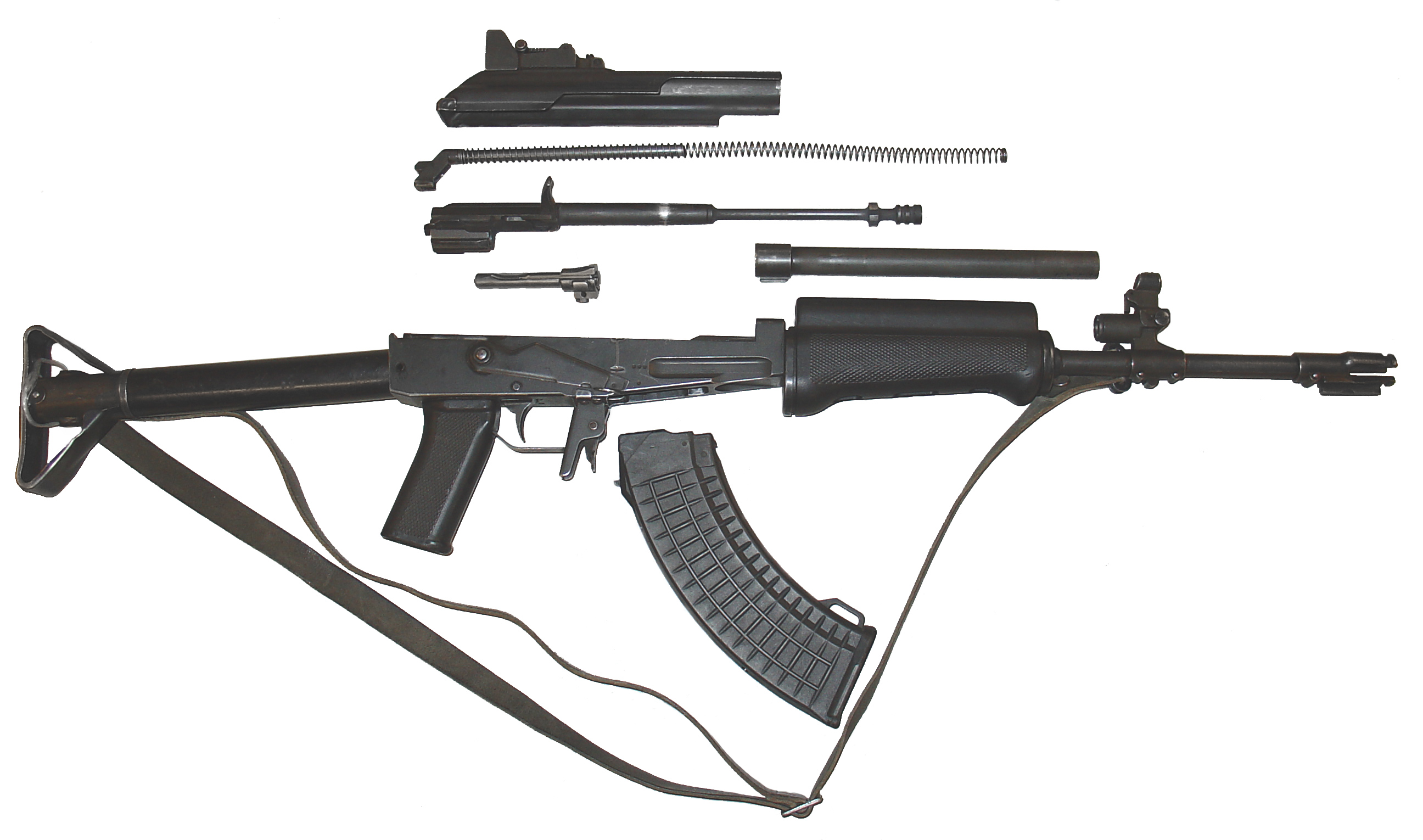
РК 62 поле зачищене.

RK 62 вважається високоякісним варіантом AK-47. Найбільшим удосконаленням, окрім металургійної якості ствольної коробки та загальної якості ствола, є прицільні пристосування: у більшості варіантів АК цілик встановлено на корпусі газового поршня на верхній частині ствольної коробки. У Rk62 цілик встановлений на задній частині кришки ствольної коробки з нічними прицілами з тритієвим підсвічуванням. Радіус прицілу збільшено вдвічі, що підвищує точність разом із кованим із молотка сірниковим стволом CM. Апертурний цілик по ковзаючій дотичній з відкидним тритієвим нічним прицілом, передня кожухна стійка, 470 мм радіус візування.

## Варіанти

### військовий

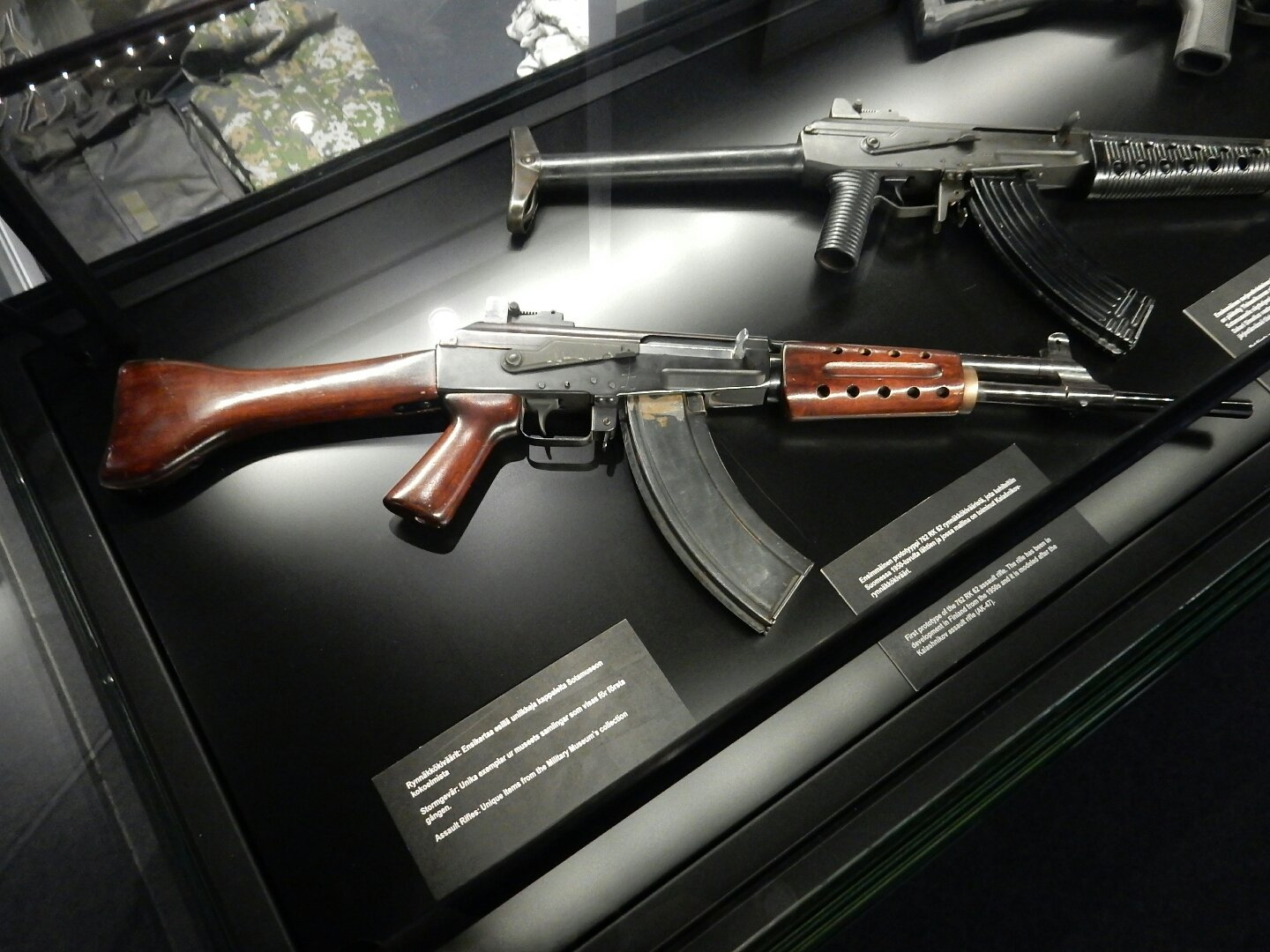
м/58

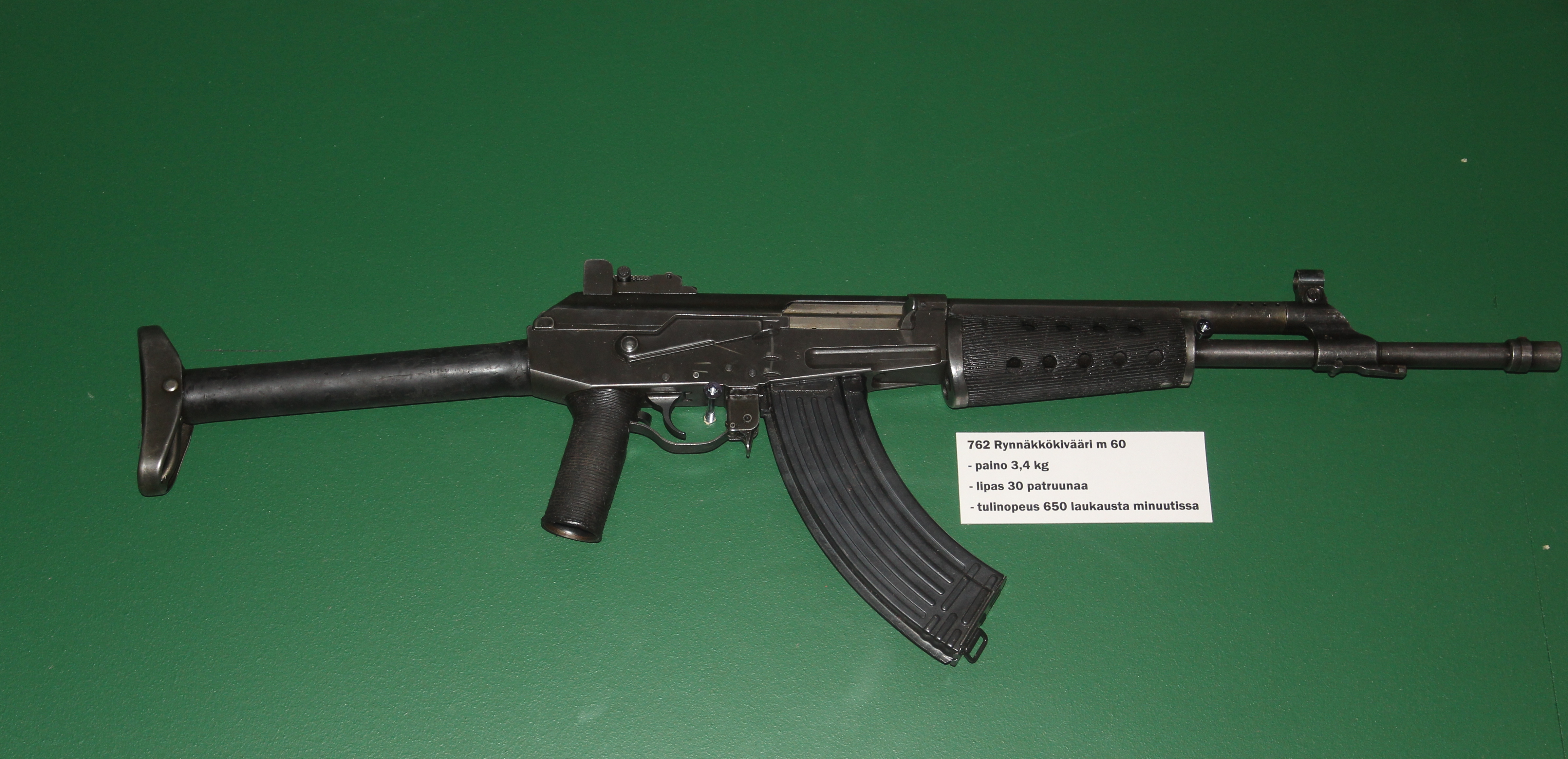
РК 60, перший варіант

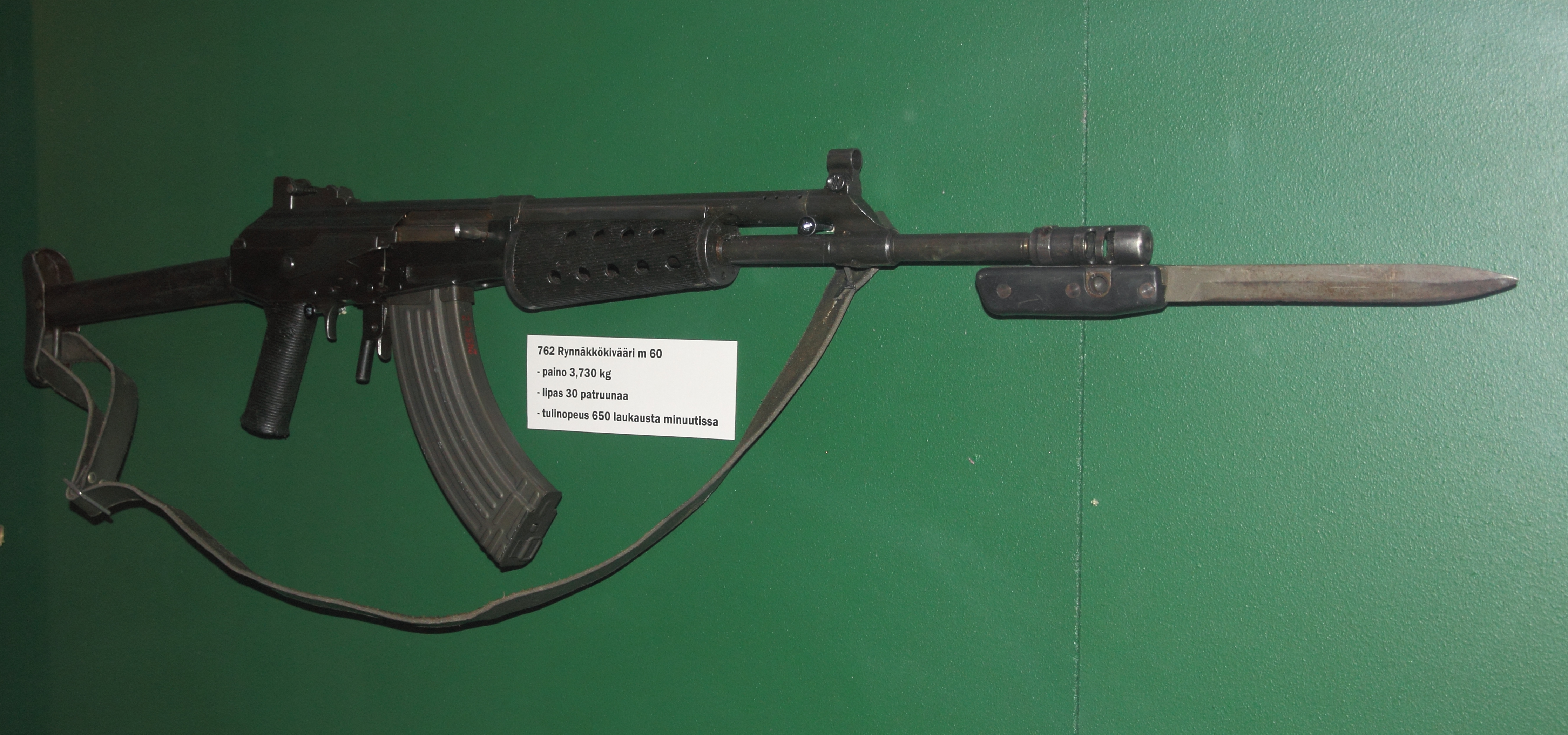
RK 60, другий варіант з багнетом

- m/58 - перший прототип, з яким Valmet переміг прототип Sako в конкурсі на розробку автомата Калашникова місцевого виробництва. Прототип мав дерев'яну прикладу, пістолетну рукоятку та цівку замість культової трубчастої приклади та пластикової пістолетної рукоятки та цівки[4].
- RK 60 - перший прототип заводського виробництва[4]. Перший варіант включав відкидну спускову скобу і відсутність дульного пристрою, другий варіант мав відкриту спускову скобу та експериментальне дульне гальмо, яке пізніше замінили на відомий тризубий пламегасник.

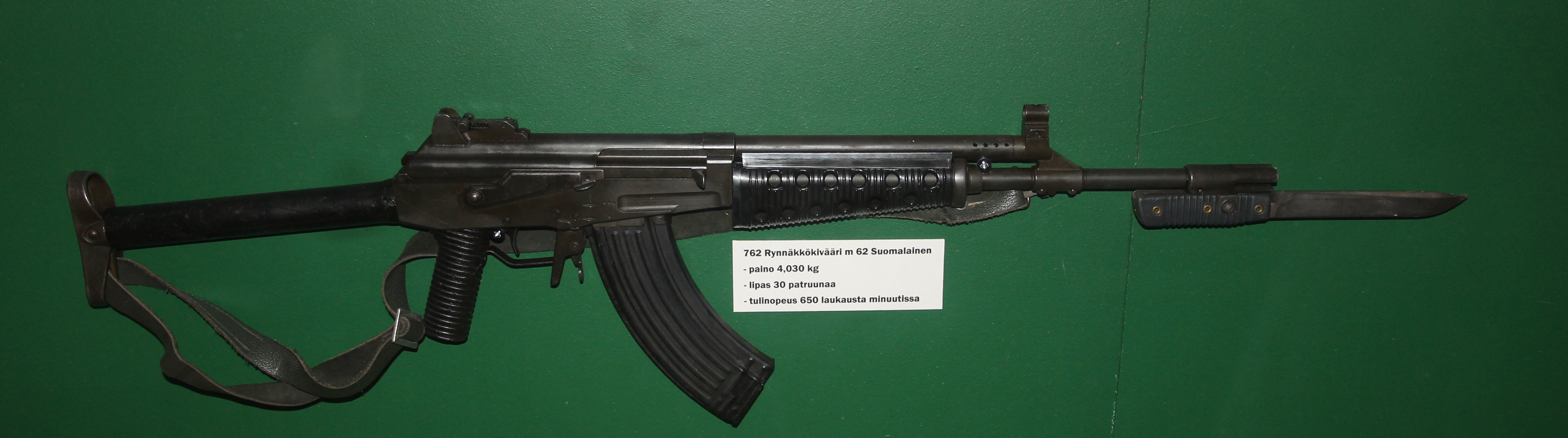
RK 62 PT

- RK 62 PT - гвинтівки початкового виробництва, з суфіксом PT, доданим після початку основного виробництва RK 62[4]. Вони не мали нічних прицілів з тритієвим підсвічуванням і мали приклад, цілик і мушку, подібні до RK 60[4]. Більшість з тих пір було перетворено на стандарт RK 62, решта були виведені з експлуатації.

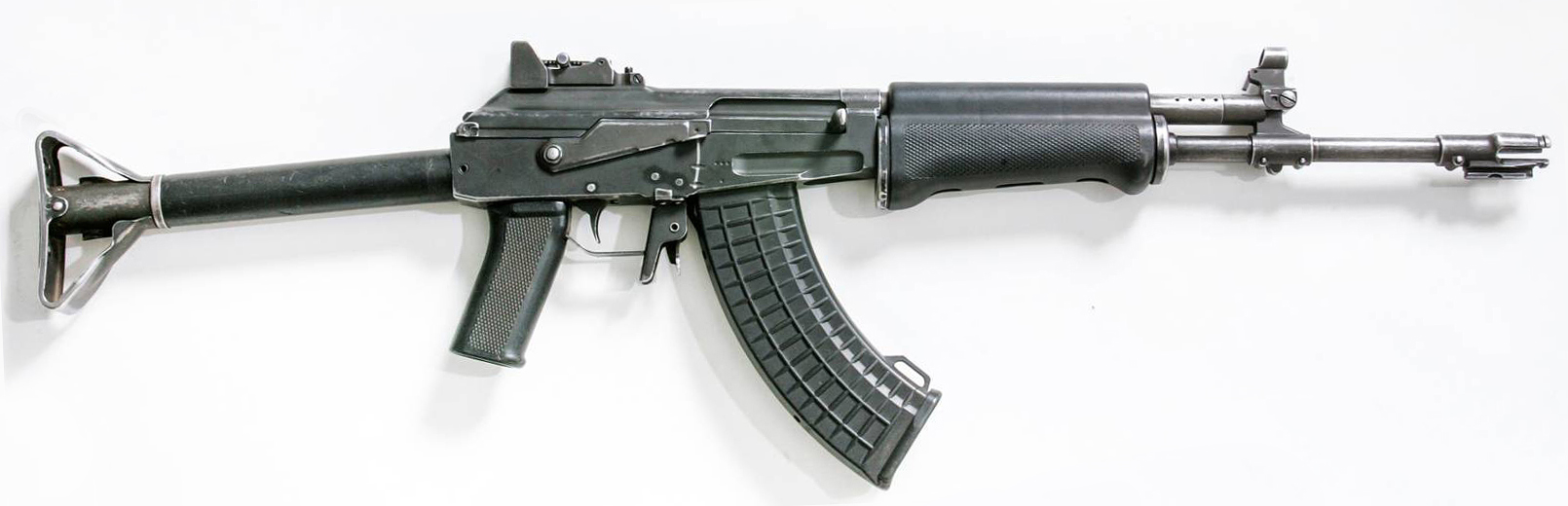
RK 62 з пізнішою версією пластикових меблів і прикладом, що кріпиться на шпильці Galil

- РК 62 - основне виробництво йде з середини 1960-х років. Вони мають приціли нового стилю з нічними прицілами з тритієвим підсвічуванням, посиленим прикладом і газовим портом нового стилю. Попередні випуски включали пластикові меблі старішого типу, тоді як виробництво з початку 1970-х років має пластикові меблі нового стилю, які також були модернізовані на попередніх гвинтівках, якщо деталі потребували технічного обслуговування[4]. У пізніших випусках задню частину ствольної коробки було спрощено, а систему кріплення труби приклада було замінено на ту саму систему роликових цапф, що і в ізраїльському Galil. Версії з пізнішою пластиковою фурнітурою мають загальну вагу 3,5 кг. Коли гвинтівки в обігу повертаються на склад FDF, у них просвердлюють отвори для кріплення планки для оптичних прицілів, додаючи VV у кінці назви.

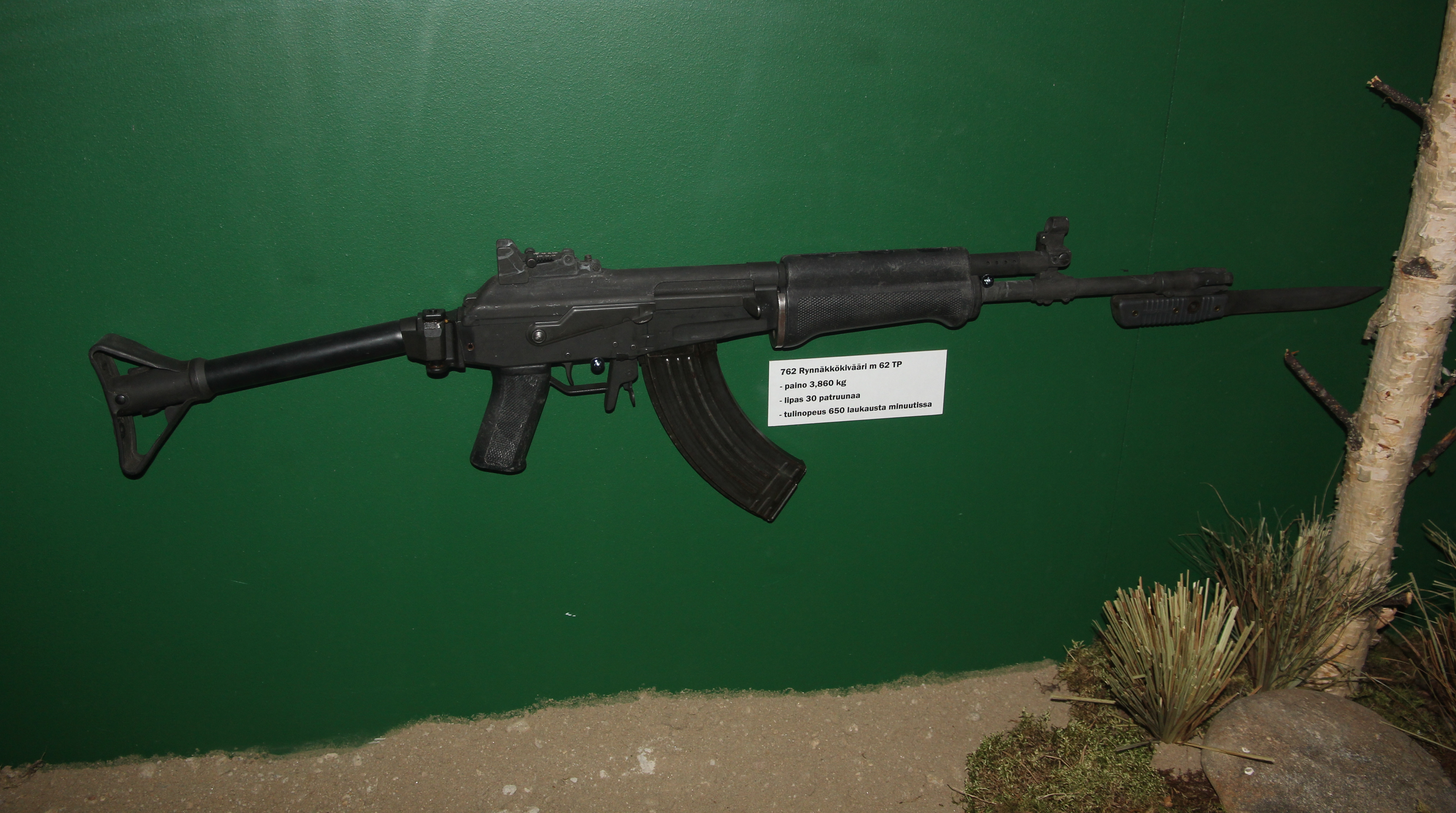
РК 62 ТП

  -  РК 62 ТП RK 62 TP - розкладний приклад, з пізніших партій RK 62, з системою кріплення приклада типу Galil і шарніром. Шарнір відкидного приклада робить гвинтівку трохи довшою стандартного РК 62 при висунутому прикладі.
  - RK 62 95 TP - версія фінського прикордонника зі складаним прикладом, в якій присутній складаний приклад і перемикач від RK 95 TP, а також планка для оптики[5].

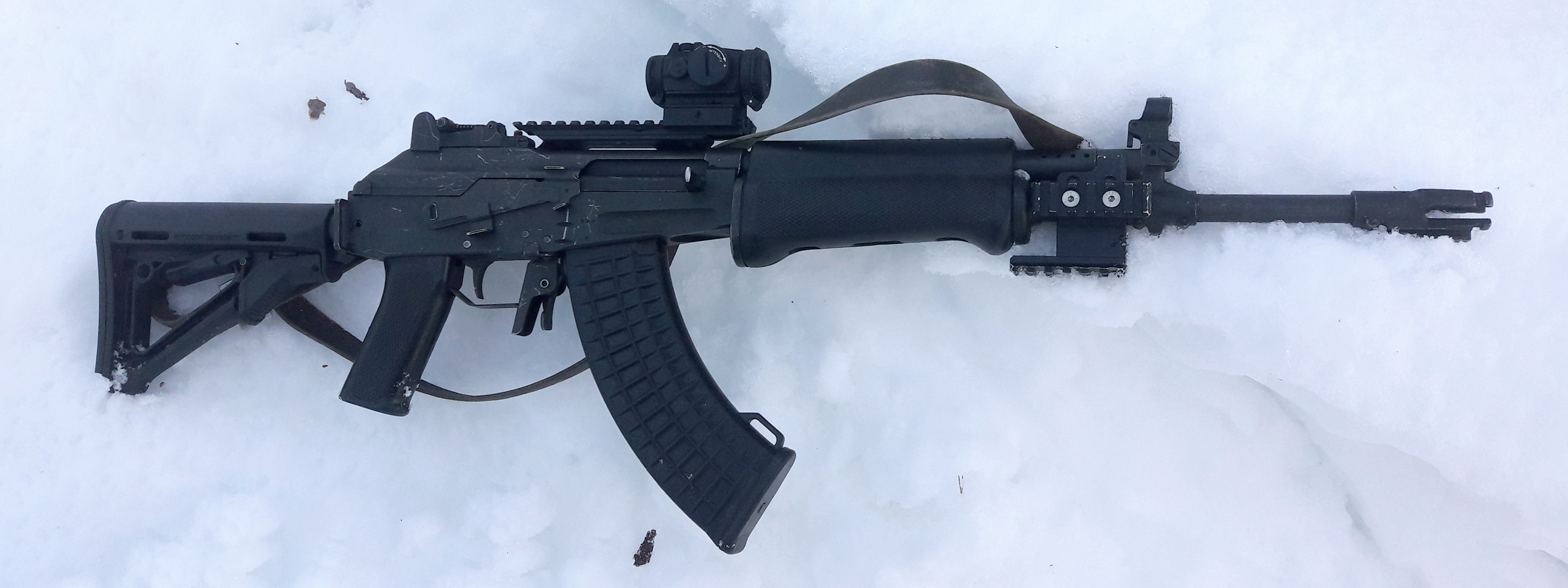
РК 62 М1

  -  РК 62 М1 RK 62 M1 - базова модернізація FDF існуючих гвинтівок RK 62 з телескопічним прикладом і кріпленнями для оптичних прицілів і тактичних ліхтарів, а також новим, покращеним перемикачем[6].

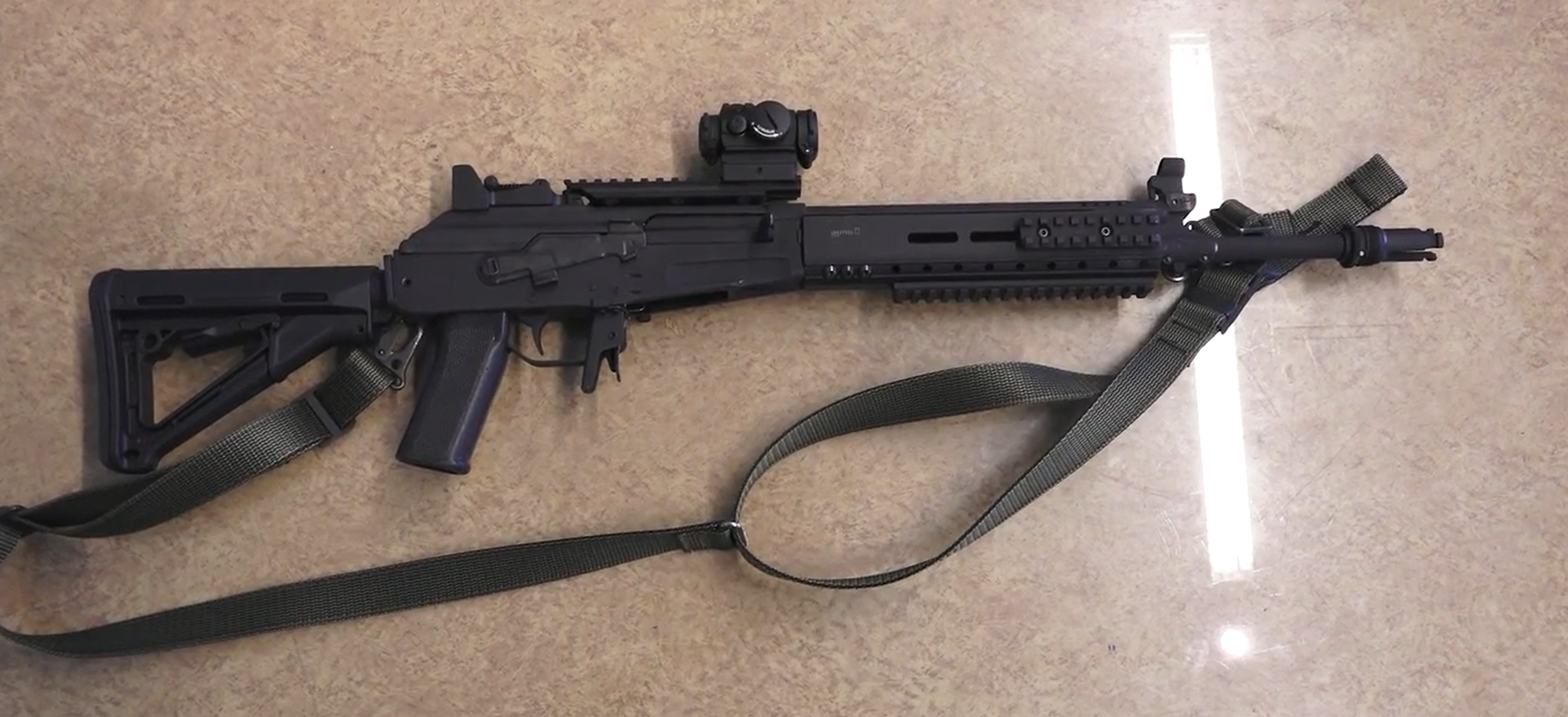
РК 62 М2

  -  РК 62 М2 RK 62 M2 – більш масштабна модернізація в порівнянні з RK 62 M1, з новою передньою рукояткою з інтерфейсом M-LOK і новим пламегасителем Ase Utra BoreLock, на який можна встановити глушник або різак арматури[6][7].

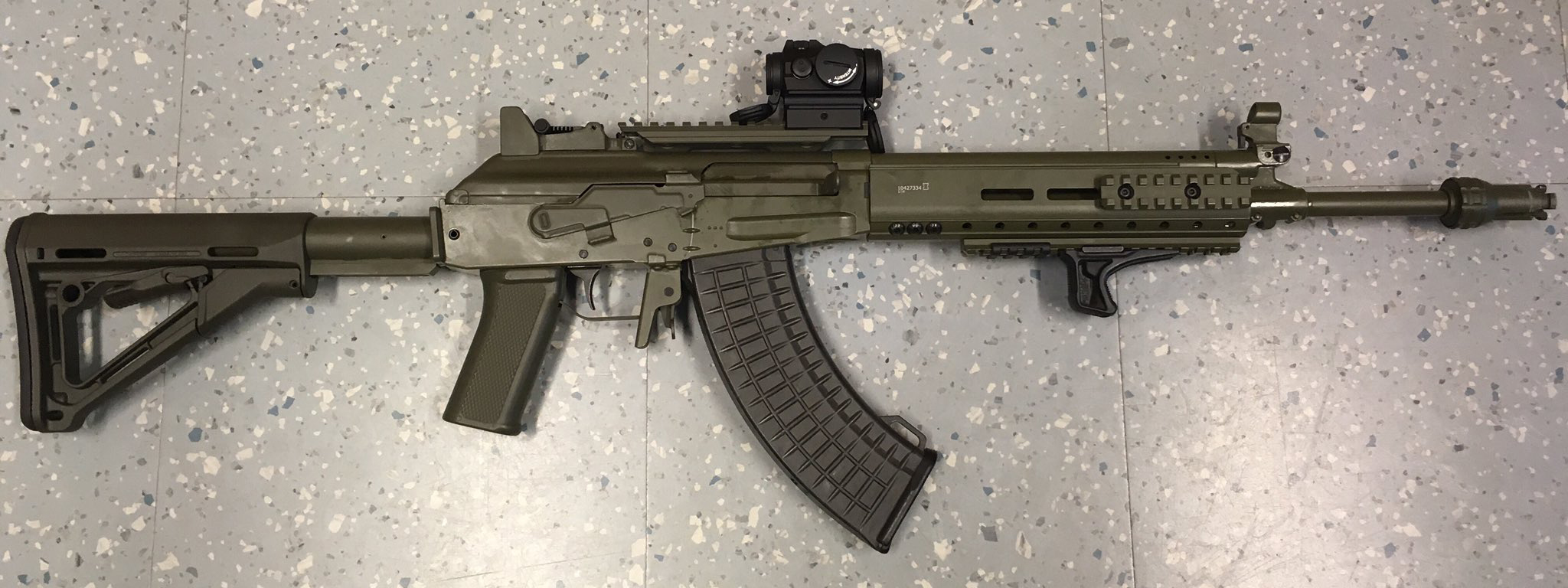
РК 62 М3

  -  РК 62 М3 RK 62 M3 - RK 62 M2 з поверхнею OD Green Cerakote[6][7].
  - RK 62 kromattu – повнофункціональна хромована версія останнього варіанту виробництва RK 62 для дисплеїв призовників FDF.
  - M/74 — прототип технічного департаменту піхотної зброї FDF стилі ratsuväen konekivääri («Cavalry LMG»). Мав іншу компоновку прицілу з прицілом КвКК 62 на верхній частині газової трубки та мушкою на передньому торці стовбура, конічний пламегасник, сошку та модифікований приклад і цівку. Розроблений окремо від Valmet M78[4].
  - неназваний короткий прототип - варіант прототипу карабіна зі складаним прикладом на основі АКС-74у, створений Технічним відділом піхотної зброї штаб-квартири[4].

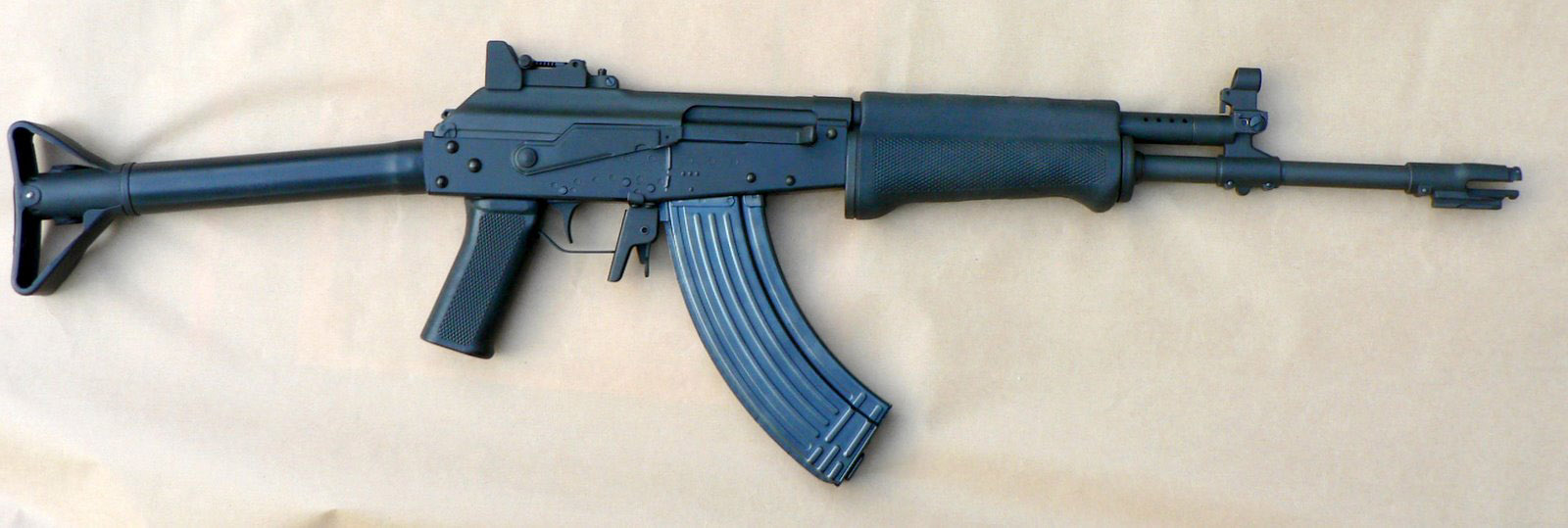
РК 62 76

- RK 62 76 - версія ствольної коробки зі штампованою сталевою коробкою, яка нагадує RK 62 з більш новими пластиковими меблями, але має меншу вагу ствольної коробки. Загальна маса РК 62 76 становить 3,27 кг. На відміну від АК-47 і АКМ, внутрішні деталі РК 62 і РК 62 76 повністю взаємозамінні, єдиною відмінністю є ствольна коробка[4].
  - RK 62 76 TP - штампована сталева ствольна коробка зі складним прикладом раннього типу[4].
  - M/82 - прототип штурмової гвинтівки буллпап зі ствольною коробкою RK 62 76[4].
- RK 71 - штампована сталева ствольна коробка, яка має відмінну від RK 62 схему прицілу: цілик відкритий з виїмкою з привареним на газовій трубці регулюванням відстані, а мушка знаходиться на передньому торці стовбура, позаду пламегасника. . Внутрішні частини ствольної коробки не повністю сумісні з RK 62 або RK 62 76[4].
  - РК 71 ТП - складаний приклад виконання РК 71 зі складаним прикладом типу АКС-47[4].
  - TAK — прототип снайперської гвинтівки Valmet для FDF, заснований на RK 71, під патрон 7,62×53mmR і живиться з магазинів Lahti-Saloranta M/26 на 20 патронів[4].

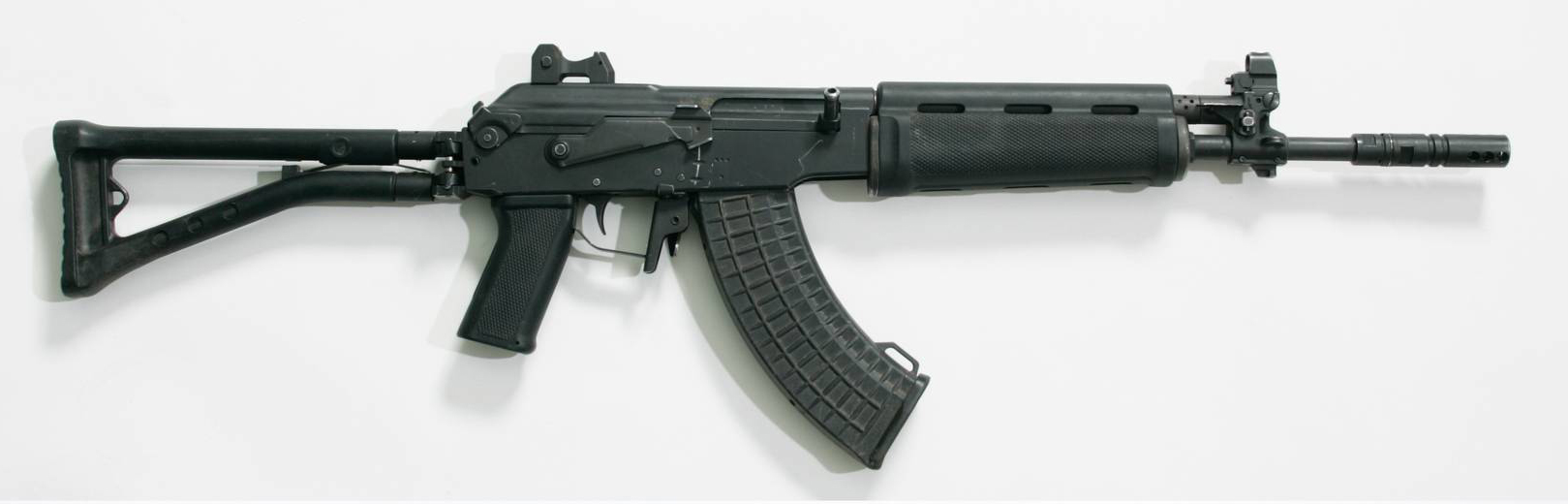
РК 95 ТП

- RK 90 - прототип Sako для FDF, який містить багато функцій від Galil.
- RK 92 - прототип Sako для FDF, багато в чому повертається від RK 90 до звичайних рішень типу Калашникова.
- RK 95 TP - новіша модель виробництва Sako від RK 62 з декількома функціями, натхненними Galil та іншими штурмовими гвинтівками.

### Експортний (військовий/LE)
- Valmet M62 - RK 62. Експортується для збройних сил Катару.
- Valmet M72 — хромований варіант RK 71 для Королівської гвардії Збройних сил Катару розміром 7,62×39 мм.
- Valmet M76 - RK 62 76. Експортовано для морської та берегової охорони Індонезії в .222 Remington.
- Sako M95 - пропонований експортний варіант RK 95 TP, калібру 5,56×45 мм НАТО та 7,62×39.

### Цивільний
- Valmet M62/S - цивільний напівавтоматичний варіант RK 62 з пластиковою фурнітурою раннього типу, деякі моделі мали також дерев'яний приклад. Виробляється лише у форматі 7,62×39 мм.
- Valmet M71/S - цивільний напівавтоматичний варіант РК 71. Включає всі дерев’яні, пластикові та трубчасті приклади з пластиковими та дерев’яними передніми рукоятками.
- Valmet M76 (штампований) - цивільний напівавтоматичний варіант RK 62 76, що випускається у калібрах .222 Remington, .223 Remington / 5,56×45 мм НАТО та 7,62×39.
  - Valmet M76W - дерев'яна прикладна версія
  - Valmet M76F - складаний приклад
  - Valmet M76P - пластикова стокова версія
- Valmet M76 (фрезерований) - цивільний напівавтоматичний варіант RK 62, що випускається у калібрах .243 Winchester, 7.62×39 і .308 Winchester.
- Valmet M78 (штампований) - експортний варіант РК 62 76 з посиленою передньою цапфою, більш важким стволом і компонуванням прицілу РК 71, що зумовило зовнішню схожість з радянським РПК. Розроблено окремо від прототипу FDF M/74; Досвід прототипу FDF/Valmet TAK використовувався при розробці M78, що призвело до рішення посилити передню цапфу. Виробляється у калібрах .223 Rem/5.56 NATO, 7.62×39 та .308 Win. Ця зброя також сумно відома серед канадських власників зброї, оскільки, коли Канада заборонила АК і будь-який варіант, Valmet M78 була однією з небагатьох гвинтівок, які були спеціально виключені.
  - Valmet M78/83s - модифікований DMR варіант M78, в якому приклад і пістолетна рукоятка замінені рукояткою з отвором для великого пальця та кріпленням прицілу з прицілом Mauser Mark X Electro-Point 4×40.
- Valmet M78 (фрезерована) - фрезерований (RK 62) варіант ствольної коробки штампованої М78.
- Valmet M82 - цивільний напівавтоматичний варіант штурмової гвинтівки М82 буллпап. Виготовляється у .223 Rem/5.56 NATO.
- Valmet M83 - цивільний напівавтоматичний варіант РК 62 останнього виробництва.
- Valmet Petra/Hunter M/83 - цивільна напівавтоматична мисливська рушниця з функцією RK 62. Продається у Фінляндії як Valmet Petra M/83 і за межами Фінляндії як Valmet Hunter M83. Виробляється у .223 Rem/5.56 NATO, .243 Win, .308 Win та .30-06 Springfield. У Фінляндії також є серія вторинної модифікації буллпап під патрон 9,3×62 мм.
  - Valmet Petra/Hunter M/88 - модифікована версія Valmet Petra, із запобіжником штовхача, що замінює важіль селектора типу Калашникова, та іншим розташуванням прицілу (мушка на передньому торці стовбура).
- Sako M92 S - цивільний напівавтоматичний варіант РК 95 ТП. Більшість із них мають фіксований приклад замість складного.

## Користувачі
- Фінляндія[8]
- Лівія[9]
- Катар[9]